# Austrália nos Jogos Olímpicos de Verão de 1948
Austrália participou dos Jogos Olímpicos de Verão de 1948 em Londres, Inglaterra.